# National Advisory Committee for Aeronautics

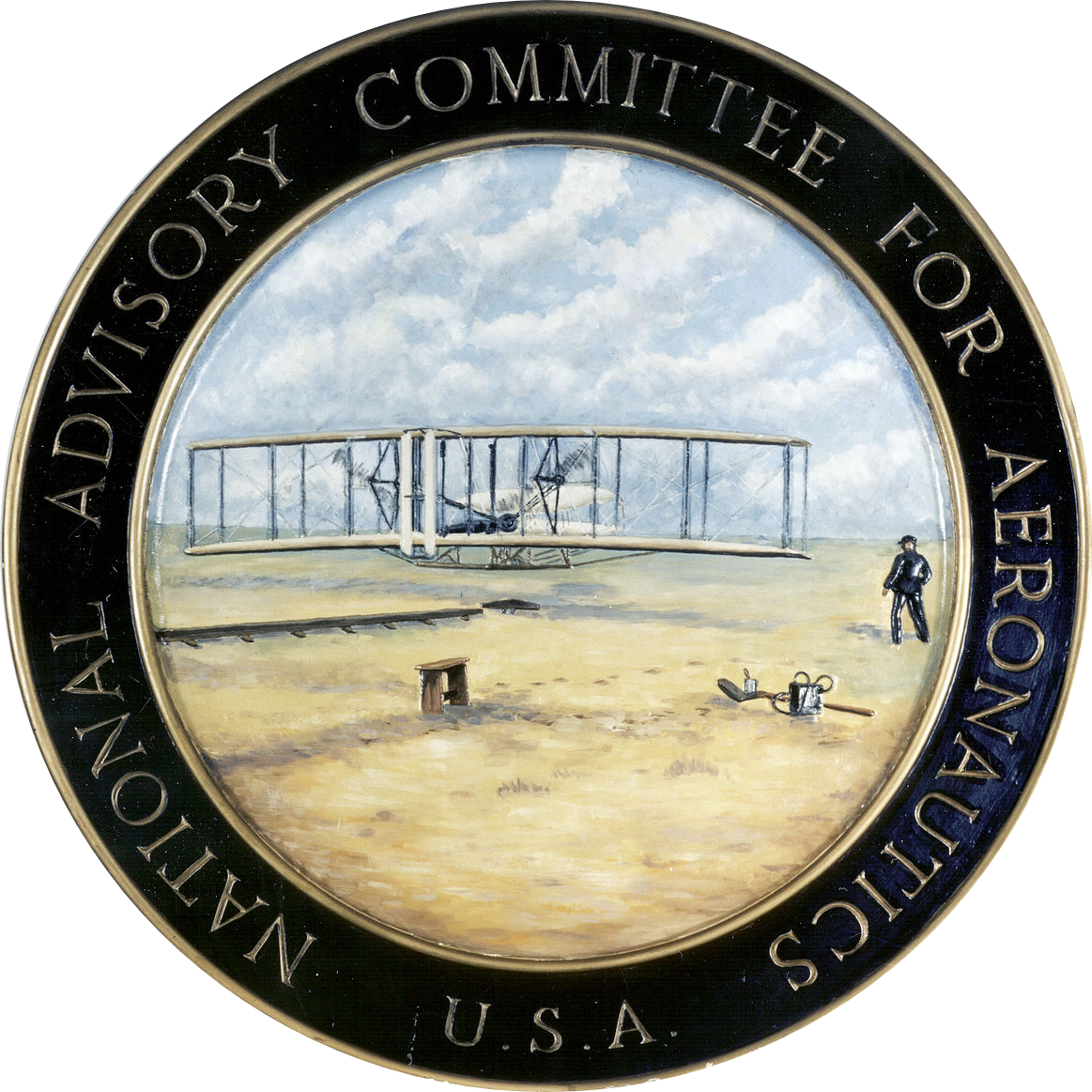
Oficjalny symbol agencji NACA

NACA (ang. National Advisory Committee for Aeronautics) – amerykański komitet doradczy do spraw aeronautyki powołany 3 marca 1915 roku w celu prowadzenia, wspierania i promowania prac badawczych z dziedziny aeronautyki. Z dniem 1 października 1958 roku komitet ten został rozwiązany, a jego struktury stały się częścią nowo utworzonej NASA.